# Территория Колорадо
Территория Колорадо (англ. Territory of Colorado) — инкорпорированная организованная территория США, существовавшая с 28 февраля 1861 года до 1 августа 1876 года.
После Луизианской покупки 1803 года и подписания договора Адамса — Ониса в 1819 году Соединённые Штаты считали северную часть Великих равнин и восточную часть северных Скалистых гор, лежащие южнее канадской границы, своими. Аннексия Техаса 1845 года и передача Соединённым Штатам Северной Мексики обогатили США ещё большим количеством земли в центре континента. Однако эти земли были мало населены, и на них отсутствовали структуры государственной власти.
В начале 1840-х годов развернулась дискуссия о возможности строительства трансконтинентальной железной дороги. Общественное мнение было согласно с тем, что дорога должна строиться на частные деньги, но в этом случае она должна была приносить деньги владельцам за счёт перевозки пассажиров и грузов. Поэтому, чтобы сделать дорогу экономически выгодной, требовалось создать государственные структуры, позволяющие организовать заселение пустынных земель в центральной части Соединённых Штатов. Однако Миссурийский компромисс 1820 года запрещал рабство на этих землях, и представители рабовладельческих штатов опасались, что создание там новых Территорий, которые впоследствии будут приняты в состав США в качестве штатов, изменит баланс между рабовладельческими и аболиционистскими штатами. В итоге в 1854 году был принят Закон Канзас-Небраска, который открывал земли западнее Миссисипи и в северной части США для заселения, образовывал там Территорию Канзас и Территорию Небраска, и постановлял, что жители данных земель в будущем сами определят, разрешать там рабовладение или нет.
Значительная часть будущей территории Колорадо оказалась в составе Территории Канзас, однако переселенцев там было мало. В основном здесь проживали индейские племена — юты, команчи, хикарилья, арапахо, шайенны. В 1851 году по договору в Форт-Ларами правительство США гарантировало племенам шайеннов и арапахо контроль над землями Колорадо.
Всё изменилось, когда в 1858 году в районе горы Пайкс-Пик было обнаружено золото. Золотая лихорадка привлекла в Скалистые горы большое количество искателей наживы, основавших собственные поселения. В 1859 году переселенцы провозгласили создание Территории Джефферсон. 29 января 1861 года Канзас вошёл в состав США в качестве штата. 28 февраля 1861 года правительство США подписало с индейскими племенами договор в Форт-Вайсе, по которому индейцы передавали правительству большую часть своих земель, и 28 февраля 1861 года из западной части бывшей Территории Канзас, а также части земель территорий Небраска, Юта и Нью-Мексико была создана Территория Колорадо. Жителей непризнанной Территории Джефферсон уговорили признать случившееся и не нарушать американских законов.
Вскоре началась гражданская война в США. Многие из переселенцев стали возвращаться на восток, чтобы принять участие в боевых действиях. В 1862 году войска южан под командованием генерала Генри Сибли вошли на земли Территории Нью-Мексико, планируя продвинуться в Колорадо и Калифорнию, чтобы взять под контроль их месторождения ценных металлов, но были остановлены в результате битвы в проходе Глорьета войсками под командованием Эдварда Кэнби и колорадского офицера Джона Чивингтона.
Далеко не все индейцы признали договор в Форт-Вайсе 1861 года, а Бойня на Сэнд-Крик 1864 года привела к тому, что мелкие стычки переросли в полномасштабную войну, итогом которой стало изгнание индейцев со своих земель и их переселение в Оклахому.
По окончании Гражданской войны Конгресс США принял акт о преобразовании Территории Колорадо в штат, но на него наложил вето президент Эндрю Джонсон.
В конце 1860-х годов развитие Колорадо затормозилось из-за отсутствия железных дорог. Многие бизнесмены покинули Денвер и перебрались на север в Дакоту, где прошла первая трансконтинентальная железная дорога США. В 1870 году президент Улисс Грант предложил сделать Территорию штатом, но Конгресс не стал действовать. Вынужденные что-то предпринимать, власти Колорадо взялись за строительство железных дорог, и в 1870 году «Denver Pacific Railway and Telegraph Company» соединила Денвер железной дорогой с Шайенном на Трансконтинентальной железной дороге, а «Kansas Pacific Railway» — с Канзас-Сити, что позволило пассажирам пересекать США в широтном направлении на поезде не выходя из вагонов (пассажиры Трансконтинентальной дороги были вынуждены до 1872 года пересекать реку Миссури на лодках). Железные дороги закрепили роль Денвера как транспортного узла.
1 августа 1876 года Территория Колорадо была преобразована в штат Колорадо.